# Sage Karam
Sage Karam (né le 5 mars 1995 à Nazareth) est un pilote automobile américain. Après avoir remporté le championnat d'Indy Lights en 2013, il participe aux 500 miles d'Indianapolis 2014 et à quelques courses de l'United SportsCar Championship 2014.

## Biographie
Sage Karam débute les compétitions de karting en 2004, et remporte de nombreux trophées dans les championnats nord-américains jusqu'en 2009, année de transition entre le kart et la monoplace. Dès sa première saison, il atteint la troisième place du Skip Barber National Championship 2009. En 2010, il signe un contrat avec Andretti Autosport et dispute l'US F2000 National Championship. Avec 11 podiums, dont 9 victoires, en 12 courses, il domine nettement le championnat. En plus du titre, il remporte un prix de 350 000 dollars, ce qui l'aide à courir en 2011 dans un échelon supérieur du Road to Indy : le Star Mazda Championship, toujours avec Andretti Autosport.

## Carrière

### Résultats en karting
| Saison | Championnat                                      | Écurie          | Classement |
| ------ | ------------------------------------------------ | --------------- | ---------- |
| 2004   | WKA Manufacturer's Cup - Cadet Sportsman         |                 | 15e        |
| 2004   | IRL Stars of Karting Est - Cadet                 |                 | 2e         |
| 2004   | IRL Stars of Karting National - Cadet            |                 | 4e         |
| 2005   | WKA Championnat de Floride - Easykart 60 cm3     |                 | 27e        |
| 2005   | WKA Manufacturer's Cup - HPV Junior Sportsman    |                 | 10e        |
| 2005   | WKA Manufacturer's Cup - Yamaha Junior Sportsman |                 | 1er        |
| 2005   | WKA Manufacturer's Cup - Cadet Sportsman         |                 | 1er        |
| 2005   | IRL Stars of Karting Est - Cadet                 | Birel Comer     | 1er        |
| 2005   | WKA Championnat National Yamaha                  |                 | 1er        |
| 2005   | IRL Stars of Karting National - Cadet            |                 | 1er        |
| 2006   | WKA Manufacturer's Cup - Yamaha Junior Sportsman |                 | 2e         |
| 2006   | WKA Manufacturer's Cup - Cadet Sportsman         |                 | 5e         |
| 2006   | IRL Stars of Karting Est - Cadet                 |                 | 3e         |
| 2006   | IRL Stars of Karting Ouest - Cadet               |                 | 4e         |
| 2006   | IRL Stars of Karting National - Cadet            |                 | 3e         |
| 2007   | WKA Manufacturer's Cup - HPV Junior Sportsman    |                 | 1er        |
| 2007   | WKA Manufacturer's Cup - Yamaha Junior Sportsman |                 | 1er        |
| 2007   | WKA Manufacturer's Cup - Cadet Sportsman         |                 | 1er        |
| 2007   | Florida Winter Tour - Rotax Mini Max             |                 | 7e         |
| 2007   | IRL Stars of Karting Ouest - Cadet               | MRP-Birel Comer | 1er        |
| 2007   | IRL Stars of Karting Est - Cadet                 | MRP-Birel Comer | 1er        |
| 2008   | IRL Stars of Karting National - ICA Junior       |                 | 10e        |
| 2008   | IRL Stars of Karting Est - ICA Junior            |                 | 9e         |
| 2008   | Florida Winter Tour - ICA Junior                 | MRP-Birel HRE   | 10e        |
| 2009   | WKA Manufacturer's Cup - Yamaha Junior Heavy     |                 | 4e         |
| 2009   | WKA Manufacturer's Cup - Yamaha Junior Lite      |                 | 2e         |
| 2009   | WKA Manufacturer's Cup - HPV Junior Lite         |                 | 3e         |

### Résultats en sport automobile
| Saison | Championnat                       | Écurie                       | Courses | Victoires | Pole positions | Meilleurs tours | Podiums | Points inscrits | Classement |
| ------ | --------------------------------- | ---------------------------- | ------- | --------- | -------------- | --------------- | ------- | --------------- | ---------- |
| 2009   | Skip Barber National Championship |                              | 14      | 2         | 2              | 2               | 4       | 339             | 3e         |
| 2010   | US F2000 National Championship    | Andretti Autosport           | 12      | 9         | 6              | 9               | 11      | 351             | 1er        |
| 2011   | Star Mazda Championship           | Andretti Autosport           | 11      | 2         | 2              | 2               | 4       | 364             | 5e         |
| 2012   | Star Mazda Championship           | Andretti Autosport           | 17      | 3         | 2              | 3               | 10      | 325             | 3e         |
| 2013   | Indy Lights                       | Schmidt Peterson Motorsports | 12      | 3         | 3              | 1               | 9       | 460             | 1er        |
| 2014   | IndyCar Series                    | Dreyer & Reinbold Racing     | 1       | 0         | 0              | 0               | 0       | 57              | 27e (*)    |
| 2014   | United SportsCar Championship     | Chip Ganassi Racing          | 4       | 0         | 0              | 0               | 1       | 104             | 18e (*)    |

- (*) : saison en cours